# Dender
Dender, francouzsky Dendre, je belgická řeka a jeden z přítoků Šeldy. Teče ve směru z jihu na sever a je dlouhá 51 km. Plocha povodí činí 1384 km², z toho 708 km² ve Vlámském regionu.

## Průběh toku
Řeka začíná ve městě Ath v nadmořské výšce 40 m, kde se stékají její dvě zdrojnice Východní Dender a Západní neboli Malý Dender. Východní Dender je dlouhý 39 km a pramení blízko Jurbise v provincii Henegavsko v nadmořské výšce 100 m. Západní Dender má délku 22 km a pramení blízko Lueze-en-Hainaut.
Dender protéká provinciemi Henegavsko a Východní Flandry a obcemi Geraardsbergen, Ninove, Denderleeuw a Aalst a končí ve městě Dendermonde, kde se v nadmořské výšce 4 m vlévá do Šeldy.
Nejvýznamnějším přítokem je řeka Mark, která se do Denderu vlévá u Geraardsbergenu. Rozloha jejího povodí činí 175 km². Mezi další přítoky patří Molenbeek a Bellebeek.

## Vodní stav
Množství vody v řece je velice proměnlivé, neboť závisí zejména na množství srážek. Např. v roce 1996 se průtok řeky pohyboval mezi 7,26 m³/s a 63,20 m³/s.

## Využití
Řeka je splavná pro malé lodě.

## Galerie

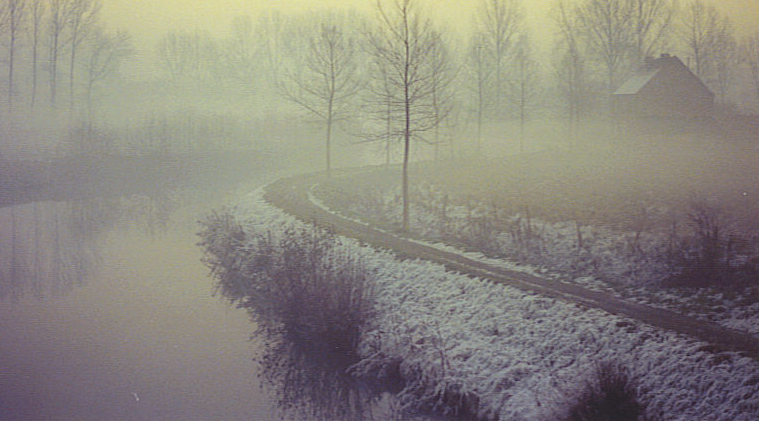
Řeka Dender u Geraardsbergenu
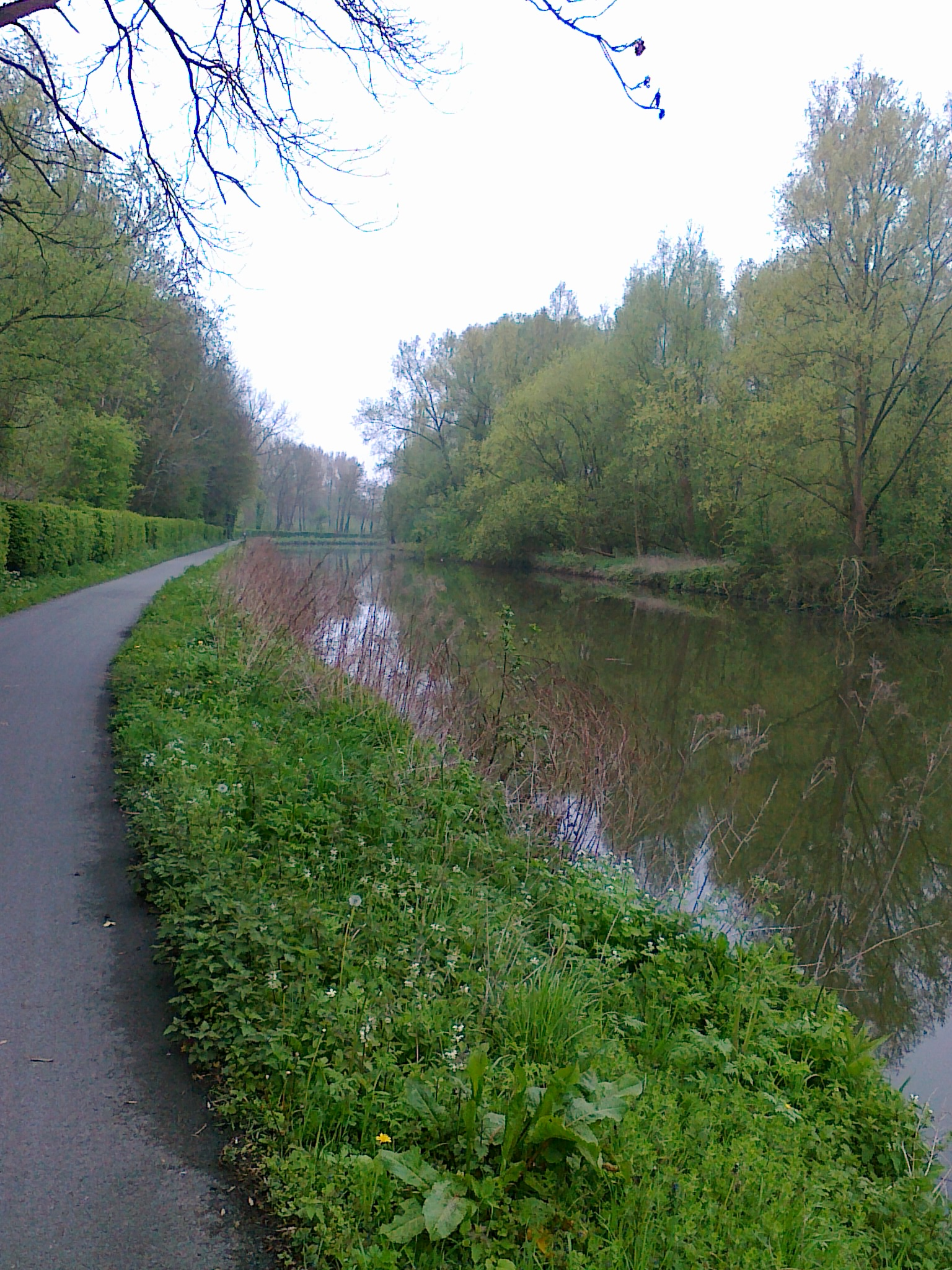
Řeka Dender u Aalstu